# I Should Coco
Az 1995-ös I Should Coco a Supergrass debütáló nagylemeze. A britpop-éra csúcsán az album az együttes legsikeresebb lemeze lett, a brit albumlista élére került és platinalemez lett. Az Egyesült Királyságban 500 ezer, világszerte egymillió példányban kelt el. A lemez mellé megjelent legsikeresebb kislemez az Alright, amely a brit kislemezlista második helyéig jutott és ezüst minősítést kapott. Szerepel az 1001 lemez, amit hallanod kell, mielőtt meghalsz című könyvben.

## Az album dalai
|     | Cím                   | Szerző(k)  | Hossz |
| --- | --------------------- | ---------- | ----- |
| 1.  | I'd Like to Know      | Supergrass | 4:02  |
| 2.  | Caught by the Fuzz    | Supergrass | 2:16  |
| 3.  | Mansize Rooster       | Supergrass | 2:34  |
| 4.  | Alright               | Supergrass | 3:01  |
| 5.  | Lose It               | Supergrass | 2:37  |
| 6.  | Lenny                 | Supergrass | 2:42  |
| 7.  | Strange Ones          | Supergrass | 4:19  |
| 8.  | Sitting Up Straight   | Supergrass | 2:20  |
| 9.  | She's So Loose        | Supergrass | 2:59  |
| 10. | We're Not Supposed To | Supergrass | 2:03  |
| 11. | Time                  | Supergrass | 3:10  |
| 12. | Sofa (of My Lethargy) | Supergrass | 6:18  |
| 13. | Time to Go            | Supergrass | 1:56  |

## Közreműködők

### Supergrass
- Gaz Coombes – ének, gitár
- Danny Goffey – dob, háttérvokál
- Mick Quinn – basszusgitár, háttérvokál
- Rob Coombes – billentyűk

### Produkció
- Sam Williams – producer
- John Cornfield – hangmérnök
- The Moody Painters – borító (illusztráció)
- The Designer's Republic – borító
- Paul Stanley – fényképek

## Fordítás
Ez a szócikk részben vagy egészben az I Should Coco című angol Wikipédia-szócikk ezen változatának fordításán alapul.  Az eredeti cikk szerkesztőit annak laptörténete sorolja fel. Ez a jelzés csupán a megfogalmazás eredetét és a szerzői jogokat jelzi, nem szolgál a cikkben szereplő információk forrásmegjelöléseként.